# Thi nhân Việt Nam
Thi nhân Việt Nam là tên cuốn sách vừa là hợp tuyển vừa là nghiên cứu, phê bình về phong trào thơ mới Việt Nam, do hai anh em nhà văn Hoài Thanh và Hoài Chân biên soạn. Đây là một hợp tuyển thơ đầu tiên của thời kỳ thơ mới, ghi nhận lại những tên tuổi nhà thơ và những bài thơ giá trị trong khoảng 1932–1941. Cuốn sách bình luận theo phương pháp chủ quan, được nhiều nhà văn đánh giá rất cao về giọng bình và trình độ cảm nhận của tác giả.
Thi nhân Việt Nam viết năm 1941, hoàn thành năm 1942, in lần đầu năm 1942 tại nhà in tư nhân Nguyễn Đức Phiên, và cho đến nay (2018) cuốn sách đã được tái bản rất nhiều lần.

## Hoàn cảnh ra đời
Cuốn sách ra đời ngay vào thời kỳ đỉnh cao của phong trào thơ mới (1942), khi các thi nhân ưu tú nhất của thời kỳ này, như Xuân Diệu, Huy Cận, Hàn Mạc Tử, Vũ Hoàng Chương, Nguyễn Vỹ, Đoàn Phú Tứ v.v. đã xuất bản những tác phẩm hay nhất của mình (như Gửi hương cho gió của Xuân Diệu, Lửa thiêng của Huy Cận, Thơ Hàn Mạc Tử, Thơ say của Vũ Hoàng Chương...), v.v...

## Nội dung của tác phẩm
Thi nhân Việt Nam là một cuốn sách phê bình mang tính nghệ thuật ấn tượng, trong đó tác giả đã sử dụng óc chủ quan để cảm nhận và ghi lại những điều cảm nhận đó. Trong phần "Nhỏ to...", lời cuối sách, Hoài Thanh và Hoài Chân đã nói rõ:
| “ | Có lẽ bạn đương chờ tôi phân ngôi thứ trong làng thơ xem ai nhất, ai nhì... Bạn sẽ thất vọng. Tôi chỉ ghi cảm tưởng xem thơ nên bài viết dài ngắn không chừng. Bạn cũng đừng so sánh thơ trích nhiều ít. Ai lại lấy số trang, số dòng mà định giá một nhà thơ ? Có lẽ bạn đương chờ những bài nghiên cứu vô tư và khách quan. Bạn cũng sẽ thất vọng. Vô tư thì tôi đã vô tư hết sức, nhưng khách quan thì không. Tôi vẫn có thể vờ bộ khách quan và mặc cho những ý riêng của tôi cái lốt y phục của mọi người. Nhưng việc gì phải khổ thế ? Chạy đi đâu cũng không thoát cái tôi thì tôi cứ là tôi vậy. Hay dở tính trời. | ” |

## Những nhà thơ được ghi nhận
Trong phần "Nhỏ to...", Hoài Thanh - Hoài Chân đã nói rằng tuy họ đã chọn lựa kỹ càng các tác phẩm, các tên tuổi tiêu biểu để đưa vào nhưng vẫn còn những sai sót. Những sai sót không phải nằm trong sách mà nằm ở ngoài: nhiều nhà thơ, bài thơ có giá trị nhưng vì lý do riêng nên không được đưa vào. Ngoài các nhà thơ của phong trào thơ mới, Thi nhân Việt Nam cũng đưa nhà thơ Tản Đà vào vị trí "ghế danh dự". Tổng cộng đã có 169 bài thơ đến từ 46 nhà thơ được giới thiệu trong Thi nhân Việt Nam.
| TT | Thi sĩ            | Năm sinh - mất | Số bài thơ được chọn | Thông tin khác                                                        |
| -- | ----------------- | -------------- | -------------------- | --------------------------------------------------------------------- |
| 1  | Thế Lữ            | 1907 – 1989    | 7                    |                                                                       |
| 2  | Vũ Đình Liên      | 1913 – 1996    | 2                    |                                                                       |
| 3  | Lan Sơn           | 1912 - 1974    | 3                    |                                                                       |
| 4  | Thanh Tịnh        | 1911 - 1988    | 2                    |                                                                       |
| 5  | Thúc Tề           | 1916 - 1946    | 1                    |                                                                       |
| 6  | Huy Thông         | 1916 - 1988    | 2                    |                                                                       |
| 7  | Nguyễn Vỹ         | 1912 - 1971    | 2                    |                                                                       |
| 8  | Đoàn Phú Tứ       | 1910 - 1989    | 1                    |                                                                       |
| 9  | Xuân Diệu         | 1916 - 1985    | 15                   | Người có nhiều bài thơ được lựa chọn nhất.                            |
| 10 | Huy Cận           | 1919 - 2005    | 11                   |                                                                       |
| 11 | Tế Hanh           | 1921 - 2009    | 4                    |                                                                       |
| 12 | Yến Lan           | 1916 - 1998    | 2                    |                                                                       |
| 13 | Phạm Hầu          | 1920 - 1944    | 2                    |                                                                       |
| 14 | Xuân Tâm          | 1916 - 2012    | 2                    | Thi nhân Việt Nam qua đời sau cùng                                    |
| 15 | Thu Hồng          | 1922 - 1948    | 3                    |                                                                       |
| 16 | Bàng Bá Lân       | 1912 - 1988    | 2                    |                                                                       |
| 17 | Nam Trân          | 1907 - 1967    | 7                    |                                                                       |
| 18 | Đoàn Văn Cừ       | 1913 - 2004    | 4                    |                                                                       |
| 19 | Anh Thơ           | 1918 - 2005    | 4                    |                                                                       |
| 20 | Hàn Mạc Tử        | 1912 - 1940    | 7                    |                                                                       |
| 21 | Chế Lan Viên      | 1920 - 1989    | 8                    |                                                                       |
| 22 | Bích Khê          | 1916 - 1946    | 2                    |                                                                       |
| 23 | J.Leiba           | 1912 - 1941    | 4                    |                                                                       |
| 24 | Thái Can          | 1910 - 1998    | 5                    |                                                                       |
| 25 | Vân Đài           | 1904 - 1964    | 1                    |                                                                       |
| 26 | Đỗ Huy Nhiệm      | 1915 - ?       | 3                    |                                                                       |
| 27 | Lê Khánh Đồng     | 1905 - 1976    | 1                    |                                                                       |
| 28 | Lưu Kỳ Linh       | 1907 - 1974    | 3                    |                                                                       |
| 29 | Nguyễn Giang      | 1910 -         | 3                    |                                                                       |
| 30 | Quách Tấn         | 1910 - 1992    | 9                    |                                                                       |
| 31 | Phan Khắc Khoan   | 1916 - 1998    | 1                    |                                                                       |
| 32 | Thâm Tâm          | 1917 - 1950    | 1                    |                                                                       |
| 33 | Phan Thanh Phước  | 1916 - 1947    | 1                    |                                                                       |
| 34 | Lưu Trọng Lư      | 1911 - 1991    | 11                   |                                                                       |
| 35 | Nguyễn Nhược Pháp | 1914 - 1938    | 2                    | Em cùng cha khác mẹ với nhà thơ Nguyễn Giang                          |
| 36 | Phan Văn Dật      | 1907 - 1987    | 3                    |                                                                       |
| 37 | Đông Hồ           | 1906 - 1969    | 4                    |                                                                       |
| 38 | Mộng Tuyết        | 1914 - 2007    | 2                    | Vợ của nhà thơ Đông Hồ                                                |
| 39 | Nguyễn Xuân Huy   | 1915 - 2000    | 2                    |                                                                       |
| 40 | Hằng Phương       | 1908 - 1983    | 1                    |                                                                       |
| 41 | Nguyễn Bính       | 1918 - 1966    | 6                    |                                                                       |
| 42 | Vũ Hoàng Chương   | 1915 - 1976    | 4                    |                                                                       |
| 43 | Mộng Huyền        | 1919 - 1997    | 1                    |                                                                       |
| 44 | Nguyễn Đình Thư   | 1917 - ?       | 5                    |                                                                       |
| 45 | T.T.Kh.           | ? - ?          |                      | Bút danh của một nhà thơ đến nay vẫn chưa thể xác định được danh tính |
| 46 | Trần Huyền Trân   | 1913 - 1989    |                      |                                                                       |

## Giá trị
Ngoài những nhận xét rất tế nhị và đắt giá về từng nhà thơ được đưa vào hợp tuyển và về những bài thơ của phong trào thơ mới, cuốn sách còn được coi như là một nguồn tư liệu khá đầy đủ về phong trào thơ mới với bài luận đầu sách: "Một thời đại trong thi ca". Một thời đại trong thi ca đề cập đến nhiều vấn đề bao gồm: Nguồn gốc thơ mới (không chỉ tìm nguồn gốc thơ mới từ sự tiếp xúc với phương Tây, mà trước hết phải tìm nó từ đời sống tinh thần xã hội Việt Nam đương thời); cuộc tranh luận thơ mới-thơ cũ; vài nét về con đường phát triển 10 năm của thơ mới; đặc điểm về hình thức và thể loại; triển vọng trước mắt của thơ mới; tinh thần cốt lõi của thơ mới; tấn bi kịch của cái "tôi" (đời chúng ta đã nằm trong vòng chữ tôi, mất bề rộng ra đi tìm bề sâu, nhưng càng đi sâu càng thấy lạnh); sự bế tắc sau 10 năm phát triển của thơ mới (với sự xuất hiện của các khuynh hướng thơ bí hiểm như thơ Bích Khê, Nguyễn Xuân Sanh v.v.), đồng thời gợi ý cho các nhà thơ về nỗ lực vượt thoát khỏi sự bế tắc (trở về cội nguồn dân tộc, tìm đến di sản tinh thần của cha ông, nhất là ca dao).
Ngoài giá trị nội dung, Thi nhân Việt Nam còn được đánh giá là có một giá trị nghệ thuật rất cao. Giọng văn xuôi của Hoài Thanh và Hoài Chân trong cuốn này gần như giọng tâm tình, âm điệu nhẹ nhàng và câu từ duyên dáng, đôi khi cũng rất dí dỏm. Điều dễ nhận thấy khi đọc tác phẩm là tác giả luôn điều hòa, không quá khắt khe với những bài thơ dở cũng như không quá ca ngợi những bài thơ hay.
Bên cạnh một số điểm nổi bật, tác giả Thi nhân Việt Nam cũng còn đôi chỗ đi hơi xa khi cho rằng "cứ đi sâu vào hồn một người ta sẽ gặp hồn chung của loài người", đồng thời cũng không thật thỏa đáng khi coi thơ mới là toàn bộ nền thơ Việt Nam khi đó (mà bỏ qua những tác giả khác đương thời như Tú Mỡ, Đỗ Phồn v.v.; hoặc dòng thơ cách mạng). Song nhìn tổng thể, Thi nhân Việt Nam là công trình biên khảo có giá trị tin cậy cao về phong trào Thơ mới, cả về ba mặt: nghiên cứu, phê bình và tuyển thơ. Cuốn sách ra đời sau khi hành trình thơ mới đã đi được 10 năm và vẫn còn tiếp tục chặng đường, nhưng vẫn có ý nghĩa của một công trình tổng kết cả phong trào.

## Nhận xét về cuốn sách
- Trương Chính, trong bài giới thiệu cuốn Tuyển tập Hoài Thanh:

| “ | yêu thơ mới từ buổi đầu chớm nụ; chăm chú theo dõi suốt mười năm cho đến ngày nở hoa, đơm quả, chọn những bài hay nhất trong hàng nghìn bài đăng trên mặt báo, có bài còn là bản thảo, in thành "hợp tuyển" kèm theo những lời bình trang nhã, duyên dáng, đầy cảm xúc. Để đầu sách là một bài nghiên cứu công phu về phong trào "thơ mới" qua đó có thể thấy anh say "thơ mới" đến mức nào !...Bài ấy viết kỹ đến nỗi sau này có người bàn lại, tuy nhận định khác đi ít nhiều, nhưng thấy các anh không bỏ sót một tư liệu nào quan trọng cả. | ” |

- Bùi Giáng trong Thi ca tư tưởng:

| “ | Hoài Thanh viết Thi Nhân Việt Nam, có những lời bất hủ. (...) Và ông mở ra không biết bao nhiêu con đường cho những thi sỹ và phê bình gia đi sau. Dù thỉnh thoảng cũng phải bài bác ông trong phép "cưỡng bức chịu chơi", nhưng phải nhìn nhận rằng nếu không có Hoài Thanh, thì có lẽ ngày nay chúng ta chẳng có thể viết nên một cái gì ra cái gì gì cả ? (...)Nếu cuốn sách của Hoài Thanh không ra đời, thì thi ca hiện đại Việt Nam ắt phải tan hoang tinh thể do sức tàn phá của cuốn sách Nhà văn Hiện đại Vũ Ngọc Phan. Trong thế hệ trước, ngoài Hoài Thanh ra, không còn một kẻ nào có thể ngờ ra thiên tài Huy Cận. Dẫu có ngờ ra ắt cũng không thể viết được như Hoài Thanh. | ” |

- Đặng Thai Mai trong bài báo "Thương tiếc đồng chí Hoài Thanh":

| “ | Hoài Thanh và Hoài Chân cũng đã đọc hộ chúng ta trong ngoài một vạn bài thơ và bao nhiêu bài văn nữa; dầu sao thì qua gần 400 trang sách ấy chúng ta cũng đã bắt gặp khá nhiều ấn tượng khá nhiều suy nghĩ về nghệ thuật thơ mới. Riêng về phần tôi sau khi đọc tác phẩm và đặc biệt là sau khi xem lại bài tựa cuốn sách, tuy tôi không đồng ý với hai tác giả về một số điểm nhưng quả tình tôi vẫn để ý đến nhiều đoạn văn thật sự hấp dẫn. Và một điều khá lạ, là ngay từ hồi ấy cảm tưởng của tôi là tập sách trong khi có vẻ như tán dương cuộc thắng lợi của thơ mới cũng đã cho thấy một ít dấu hiệu về sự kết thúc một thời kỳ khi cái mới đang trở thành cái cũ. | ” |

## Tác giả

### Hoài Chân
Hoài Chân, em ruột Hoài Thanh, tên khai sinh là Nguyễn Đức Phiên; sinh ngày 11 tháng 4 năm 1914 ở xã Nghi Trung, huyện Nghi Lộc, tỉnh Nghệ An. Năm 1930, tham gia phong trào Xô Viết Nghệ Tĩnh. Năm 1931, đang học Trường Cao đẳng Tiểu học Collège Vinh thì bị bắt và bị kết án tù một năm. Mãn hạn tù năm 1932, vào Huế kiếm sống đồng thời tự học để thi tú tài.
Năm 1933, làm nhà in Đắc Lập rồi làm báo Tràng An, La Gazette de Huế. Cùng với Hoài Thanh và Lưu Trọng Lư xây dựng Ngân Sơn tùng thư (1933-1935). Năm 1942, tự xuất bản quyển Thi nhân Việt Nam. Đầu năm 1945, tham gia Việt Minh Tổng khởi nghĩa tháng Tám ở Huế. Sau tháng 8 năm 1945, từng giữ chức: Chủ nhiệm báo Quyết chiến (Trung Bộ); Trưởng ty Thông tin Nghệ An; Trưởng ty Văn hóa Nghệ An; Phụ trách Nhà xuất bản Văn hóa; Giám đốc kiêm Tổng biên tập Nhà xuất bản Văn hóa (mới). Hiện nay đã nghỉ hưu.